# 永井康友
永井 康友（ながい やすとも、1965年10月29日 - 1995年9月12日）は、埼玉県出身のオートバイ・ロードレースライダー。日本人で初めてボルドール24時間耐久ロードレース優勝。

## 略歴
1989年、全日本ロードレース国際A級デビュー。以後、ヤマハのワークスライダーとして活躍。
1995年、スーパーバイク世界選手権に日本人として初めてのフル参戦開始。第10戦オランダ（アッセン）第2ヒートで、エンジンブローを起こしたファブリツィオ・ピロバーノのドゥカティ・916のオイルが撒き散らされていた。ピロバーノは自らのオイルに乗って転倒。立ち上がると即座にコースマーシャルに対して、オイルフラッグを出せとアピールしたという。
しかし、永井はそのオイルに乗ってしまい転倒。投げ出され滑走する永井の前を滑走するマシンが宙に舞い上がり、その間に、滑走し続ける永井の体がマシンに追いつき、そこへマシンが降り落ちてきた。マシンに押しつぶされた永井は、意識不明のままアッセン市内の病院へ運ばれた。
事故の報を受けて日本から駆けつけた家族と婚約者が見守る中、9月12日（日本時間9月13日）息を引き取った。29歳。葬式は築地本願寺で行われ、弔辞はケニー・ロバーツが読み上げた。
この事故の後にスーパーバイク選手権のレギュレーションが下記のように変更された。(1)エンジンブローしたオイルを受けるよう、トレー形状のアンダーカウルの装着義務化。(2)ステップの先端は丸く、樹脂製のキャップを付けなければならない。
1996年、永井の遺志を継ぐべく、吉川和多留が（1995年ランキング5位で終えた）永井のナンバー「5」でフル参戦した。

## 戦歴
1986年 - ロードレースデビュー（筑波選手権SP2）
1987年 - SP忠男レーシング加入
筑波選手権ノービスF3 チャンピオン
筑波選手権ノービスSP400 チャンピオン
筑波選手権ノービスGP250 ランキング2位
鈴鹿4時間耐久ロードレース6位（加藤義昌）
1988年 - ジュニア昇格
全日本選手権ジュニアGP250 チャンピオン（4勝）
全日本選手権ジュニアTT-F3 ランキング3位（2勝）
鈴鹿ジュニア4時間耐久レースリタイヤ（福智学）
1989年 - ヤマハワークス加入、国際A級昇格
全日本ロードレース選手権TT-F1 ランキング3位
TTフォーミュラ世界選手権SUGO大会TT-F1 2位
鈴鹿8時間耐久ロードレースリタイヤ（斉藤光雄）
1990年 - 全日本ロードレース選手権TT-F1 ランキング11位
鈴鹿8時間耐久ロードレース4位（加藤信吾）
1991年 - 全日本ロードレース選手権TT-F1 ランキング2位（1勝）
鈴鹿8時間耐久ロードレースリタイヤ（藤原儀彦）
1992年 - 全日本ロードレース選手権TT-F1 ランキング5位（1勝）
鈴鹿8時間耐久ロードレース11位（藤原儀彦）
1993年 - 全日本ロードレース選手権TT-F1 ランキング3位（4勝）
鈴鹿8時間耐久ロードレース32位（藤原儀彦）
1994年 - 全日本ロードレース選手権スーパーバイク ランキング6位（2勝※ヒートレース含）
スーパーバイク世界選手権SUGO大会 第1ヒート3位、第2ヒート5位
鈴鹿8時間耐久ロードレース4位（エディ・ローソン）
ボルドール24時間耐久ロードレース優勝（クリスチャン・サロン、ドミニク・サロン）
1995年 - スーパーバイク世界選手権 ランキング5位（ヒート最高位2位）
鈴鹿8時間耐久ロードレース5位（コーリン・エドワーズ）
デイトナスーパーバイク200マイルレース7位

### スーパーバイク世界選手権

#### シーズン別
（凡例）（太字はポールポジション、斜体はファステストラップ）
| 年     | メーカー | 1     | 1     | 2      | 2      | 3      | 3     | 4     | 4     | 5     | 5     | 6     | 6     | 7      | 7     | 8       | 8     | 9     | 9     | 10    | 10    | 11  | 11  | 12  | 12  | 順位 | ポイント |
| 年     | メーカー | R1    | R2    | R1     | R2     | R1     | R2    | R1    | R2    | R1    | R2    | R1    | R2    | R1     | R2    | R1      | R2    | R1    | R2    | R1    | R2    | R1  | R2  | R1  | R2  | 順位 | ポイント |
| ------ | -------- | ----- | ----- | ------ | ------ | ------ | ----- | ----- | ----- | ----- | ----- | ----- | ----- | ------ | ----- | ------- | ----- | ----- | ----- | ----- | ----- | --- | --- | --- | --- | ---- | -------- |
| 1994年 | ヤマハ   | GBR   | GBR   | GER    | GER    | SMR    | SMR   | SPA   | SPA   | AUT   | AUT   | INA   | INA   | JPN 3  | JPN 5 | NED     | NED   | SMR   | SMR   | GBR   | GBR   | AUS | AUS |     |     | 25位 | 26       |
| 1995年 | ヤマハ   | GER 4 | GER 4 | SMR 13 | SMR 18 | GBR 14 | GBR 7 | ITA 5 | ITA 4 | SPA 9 | SPA 6 | AUT 5 | AUT 6 | USA 10 | USA 5 | EUR Ret | EUR 4 | JPN 3 | JPN 2 | NED 7 | NED 5 | INA | INA | AUS | AUS | 5位  | 188      |